# 神奈川県道63号相模原大磯線

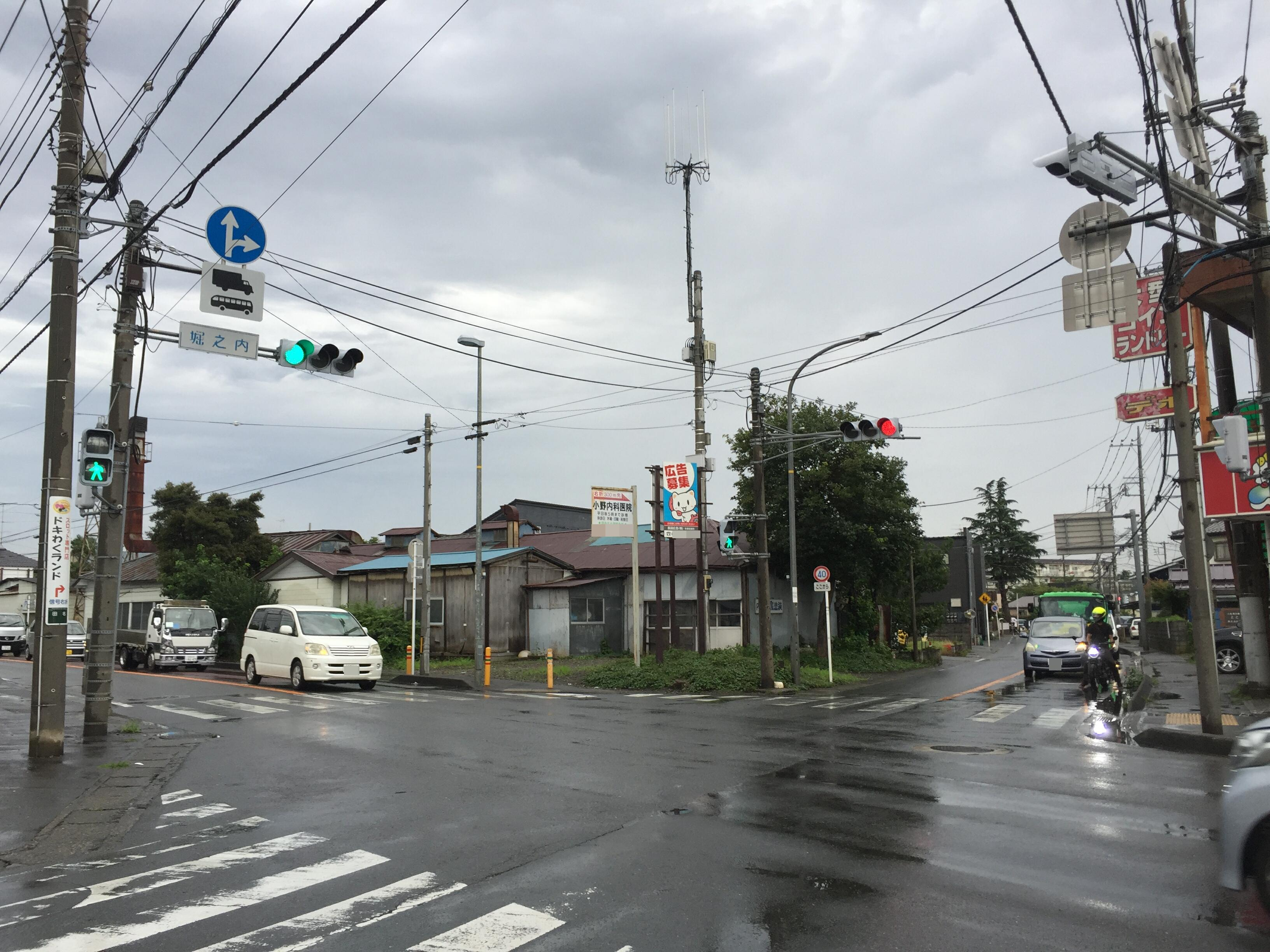
堀之内交差点（神奈川県道48号鍛冶谷相模原線との交点）。右手方向が63号・橋本方面

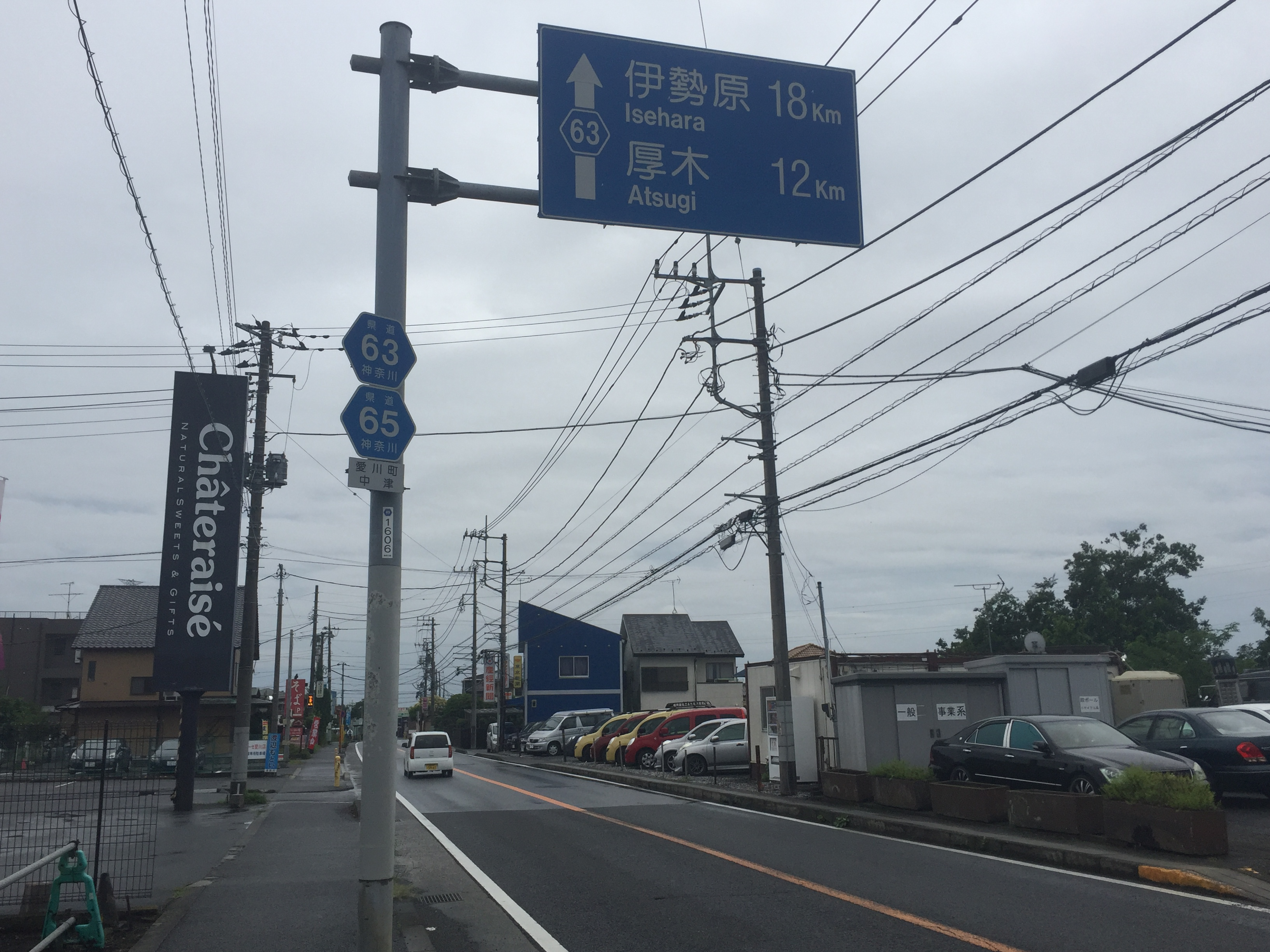
県道65号との重複区間（愛川町中津）

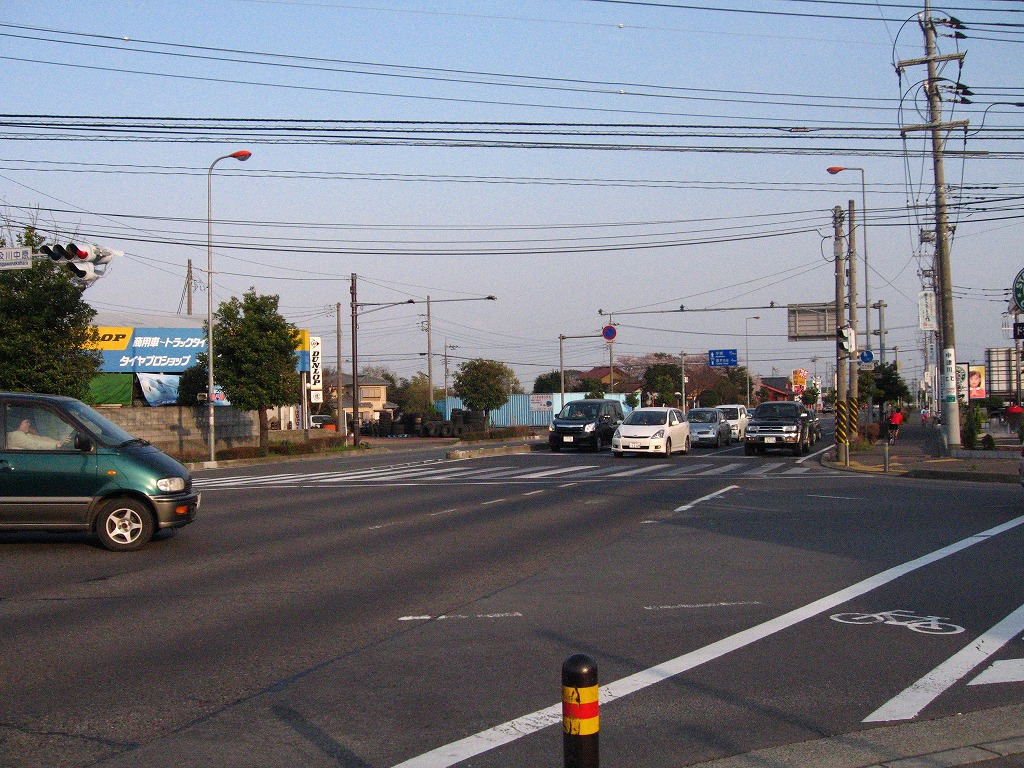
及川中原交差点（国道412号との交点）

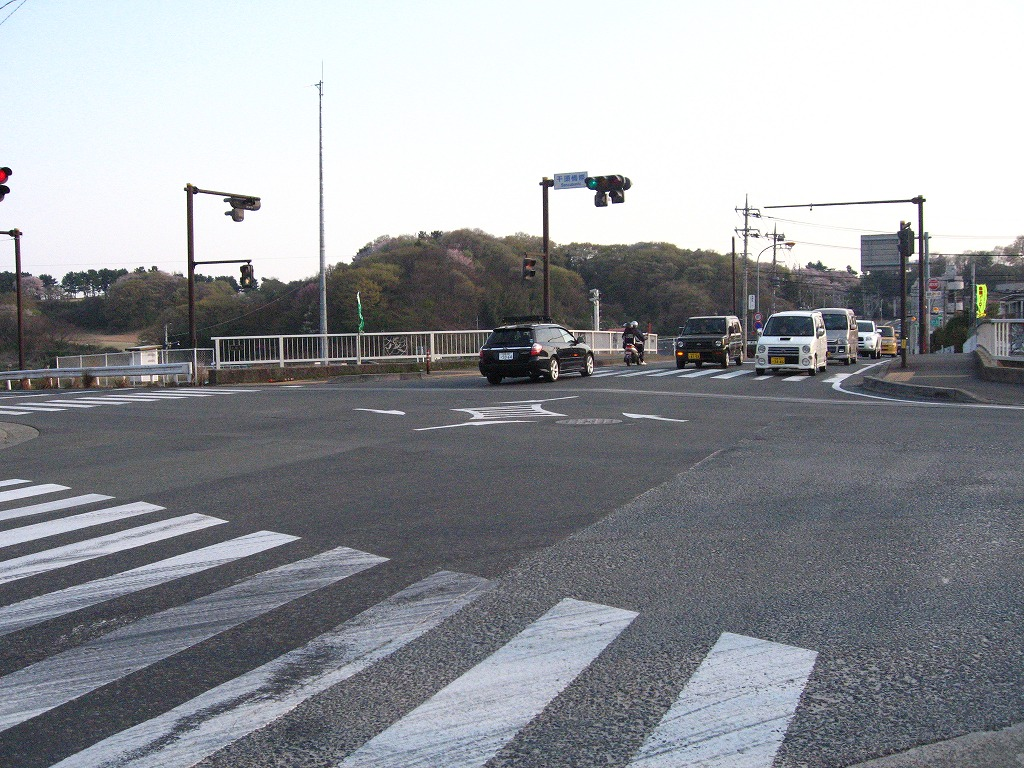
千頭橋際交差点（神奈川県道60号厚木清川線との交点）

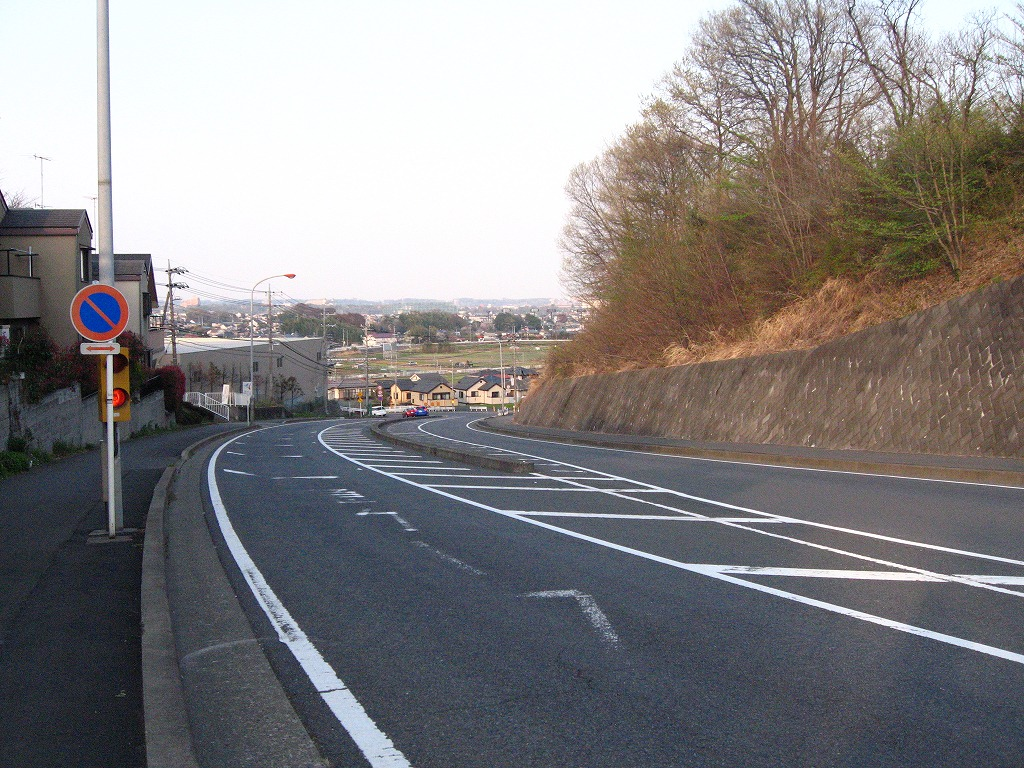
千頭橋際交差点付近の急勾配地点「千頭坂」。

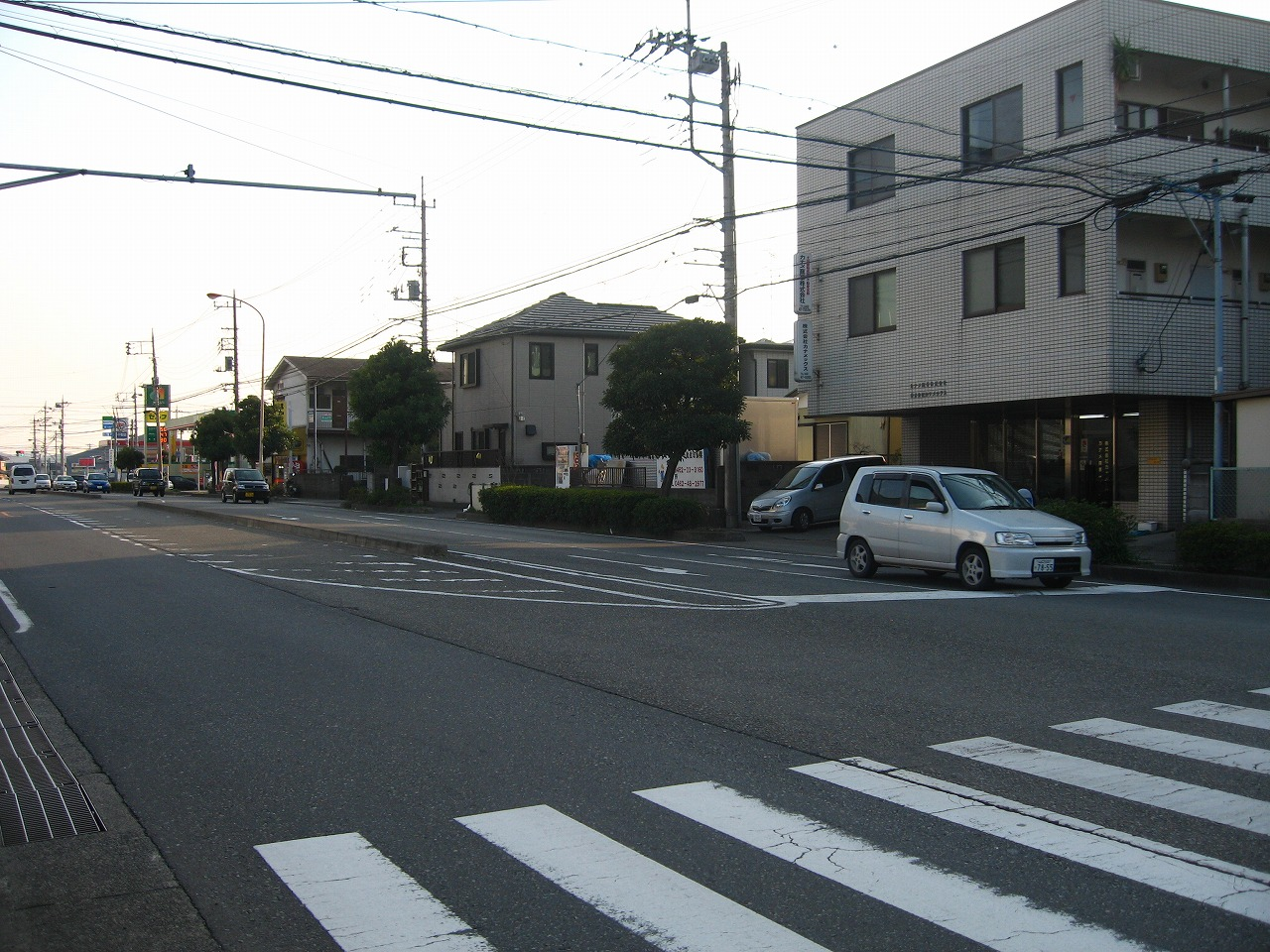
63号線の様子。厚木市六堂辻付近にて。

神奈川県道63号相模原大磯線（かながわけんどう63ごう さがみはらおおいそせん）は、神奈川県相模原市と中郡大磯町を結ぶ県道（主要地方道）である。

## 概要
- 起点 神奈川県相模原市緑区橋本 橋本五差路交差点（国道16号・国道129号・相模原市道橋本石神線[1]）
- 終点 神奈川県中郡大磯町国府新宿 国府新宿交差点（国道1号）

## 歴史
- 2006年（平成18年）3月28日 : 小田原厚木道路の一般部が国道から降格され、当路線の別線として指定される。

## 路線状況
神奈川県内中央を南北に縦断している国道129号よりひとつ西側に位置しており、国道129号の迂回路線になっているため渋滞する。北上する行程で考えると、中郡大磯町から平塚市金目川間は小田原厚木道路にほぼ沿っている。このため、同道路の無料バイパスとして機能している。大磯丘陵の東側をまわり、愛甲台地から相模原台地へとルーティングされる関係で伊勢原市中心部以外はアップダウンが多い。厚木市以北に未改良の狭隘区間が存在する。

### 重複区間

#### 本線
- 神奈川県道508号厚木城山線 塚場交差点 - 九沢橋交差点
- 神奈川県道54号相模原愛川線 相模原市田名 - 高田橋交差点
- 神奈川県道511号太井上依知線 高田橋交差点 - 愛川町角田地内
- 神奈川県道65号厚木愛川津久井線 愛川郵便局入口交差点 - 桜台交差点
- 神奈川県道603号上粕屋厚木線 厚木市小野地内 - 西富岡交差点
- 神奈川県道64号伊勢原津久井線 分れ道交差点 - 板戸交差点
- 国道246号 伊勢原市役所交差点 - 板戸交差点

#### 別線（小田原厚木道路一般部経由）
- 国道412号 及川中原交差点 - 船子北谷交差点
- 神奈川県道60号厚木清川線 吾妻団地前交差点 - 厚木市立病院前交差点
- 国道246号 厚木市立病院前交差点 - 分岐点（厚木市田村町）
- 国道129号 厚木市立病院前交差点 - 船子北谷交差点
- 神奈川県道604号愛甲石田停車場酒井線 片平交差点 - 田谷交差点
- 神奈川県道62号平塚秦野線 平塚東インター入口交差点 - 吾妻橋交差点

## 地理

### 通過する自治体
- 神奈川県
  - 相模原市（緑区 - 中央区） - 愛甲郡愛川町 - 厚木市 - 伊勢原市 - 平塚市 - 中郡大磯町

### 交差する道路

#### 本線
- 国道16号・国道129号・相模原市道橋本石神線[1]「橋本五差路」
- 神奈川県道508号厚木城山線「塚場交差点」
- 神奈川県道508号厚木城山線「九沢橋交差点」
- 神奈川県道48号鍛冶谷相模原線「堀之内交差点」
- 神奈川県道54号相模原愛川線「名称なし（相模原市田名地内）交差点」
- 神奈川県道54号相模原愛川線・神奈川県道511号太井上依知線「高田橋交差点」
- 神奈川県道511号太井上依知線「名称なし（愛川町角田地内）交差点」
- 神奈川県道65号厚木愛川津久井線「愛川郵便局入口交差点」
- 神奈川県道65号厚木愛川津久井線「桜台交差点」
- 国道412号「荻野新宿交差点」
- 国道412号バイパス・県道63号別線「及川中原交差点」
- 神奈川県道60号厚木清川線「千頭橋際交差点」
- 神奈川県道603号上粕屋厚木線「名称なし（厚木市小野地内）交差点」
- 神奈川県道64号伊勢原津久井線「分れ道交差点」
- 神奈川県道603号上粕屋厚木線「西富岡交差点」
- 国道246号・神奈川県道44号伊勢原藤沢線「伊勢原市役所入口交差点」
- 神奈川県道61号平塚伊勢原線「伊勢原交差点」
- 国道246号・神奈川県道611号大山板戸線「板戸交差点」
- 神奈川県道62号平塚秦野線・県道63号別線「吾妻橋交差点」
- 神奈川県道609号公所大磯線「公所北交差点」
- 大磯IC（小田原厚木道路） - 大磯町道を介して連絡
- 国道1号「国府新宿交差点」

#### 別線（小田原厚木道路一般部経由）
- 国道412号バイパス・県道63号本線「及川中原交差点」
- 神奈川県道60号厚木清川線「吾妻団地前交差点」
- 国道129号・国道246号「厚木市立病院前交差点」
- 神奈川県道603号上粕屋厚木線「水引交差点」
- 国道246号「分岐点（厚木市田村町）
- 国道129号・国道412号「船子北谷交差点」
- 東名高速道路厚木西IC方面出口
- 神奈川県道604号愛甲石田停車場酒井線「片平交差点」
- 厚木西IC東名高速道路方面入口
- 神奈川県道604号愛甲石田停車場酒井線「田谷交差点」
- 小田原厚木道路「厚木西IC小田原方面出入口」
- 神奈川県道22号横浜伊勢原線「上砂田交差点」 - 北側から市道を介して連絡
- 神奈川県道22号横浜伊勢原線・神奈川県道605号下糟屋平塚線「下砂田交差点」 - 南側から市道を介して連絡
- 神奈川県道44号伊勢原藤沢線「伊勢原インター西側交差点」 - 西側で連絡
- 神奈川県道44号伊勢原藤沢線「伊勢原インター交差点」 - 東側で連絡
- 小田原厚木道路 伊勢原IC - 小田原方面の出入口のみ
- 神奈川県道61号平塚伊勢原線「名称なし（伊勢原市岡崎地内）交差点」
- 小田原厚木道路 平塚IC厚木方面出入口/小田原方面出口
- 神奈川県道62号平塚秦野線「平塚東インター入口交差点」
- 神奈川県道62号平塚秦野線・県道63号本線「吾妻橋交差点」